# Acalypha jerzedowskii
Acalypha jerzedowskii är en törelväxtart som beskrevs av Graciela Calderón. Acalypha jerzedowskii ingår i släktet akalyfor, och familjen törelväxter. Inga underarter finns listade i Catalogue of Life.